# Карл Шпенглер
Карл Шпенглер (нім. Carl Spengler; нар. 30 червня 1860, Давос, Швейцарія — пом. 15 вересня 1937, там само) — швейцарський хірург і бактеріолог.

## Біографія
Карл Шпенглер був другим сином Александра Шпенглера, засновника курорту Давос. Люціус Шпенглер був його старшим братом. Карл був завзятим спортсменом та засновником кубка з хокею із шайбою в Давосі, який тепер знаний, як Кубок Шпенглера.
Шпенглер вивчав медицину в Тюбінгені, Базелі, Гайдельберзі, Кілі та Цюриху. У Гайдельберзі він був членом Корпусу СУЕВІА (SUEVIA). У 1889 році працював в хірургічному госпіталі університету в Цюриху.

## Діяльність
Шпенглер працював з Робертом Кохом і Емілем Берінгом. Кох зацікавився ідеями Шпенглера щодо лікування туберкульозу, тому запросив його до себе в лабораторію. Декілька років вони працювали над препаратом туберкуліну, який виявився неефективним  засобом проти туберкульозу. Шпенглер був засмучений невдачею, але зайнявся пошуком інших імунологічних засобів. Ці засоби виявилися ще менш ефективними. Зокрема, він був впевнений, що знайшов антитіла в еритроцитах, що, втім, ніколи не вдалося довести. Іншим «винаходом» Шпенглера були «полісани» або «колоїд Шпенглера» - невідомі речовини, які він виділяв з крові. Більше ніхто не зміг підтвердити результати Шпенглера, проте фармацевтична компанія «SANUM-Kehlbeck» з 1945 року продає препарат Polysan, стверджуючи, що це є саме той гомеопатичний препарат, який має імуностимулювальну дію. Сучасна медицина не визнає його ефективності.

## Вебсайти
- Біографія Карла Шпенглера [Архівовано 13 квітня 2010 у Wayback Machine.] (англ.)
- Карл Шпенглер (нім.)
- Гомеопат Карл Шпенглер [Архівовано 5 вересня 2012 у Wayback Machine.] (фр.)